# Eridanus (sterrenbeeld)

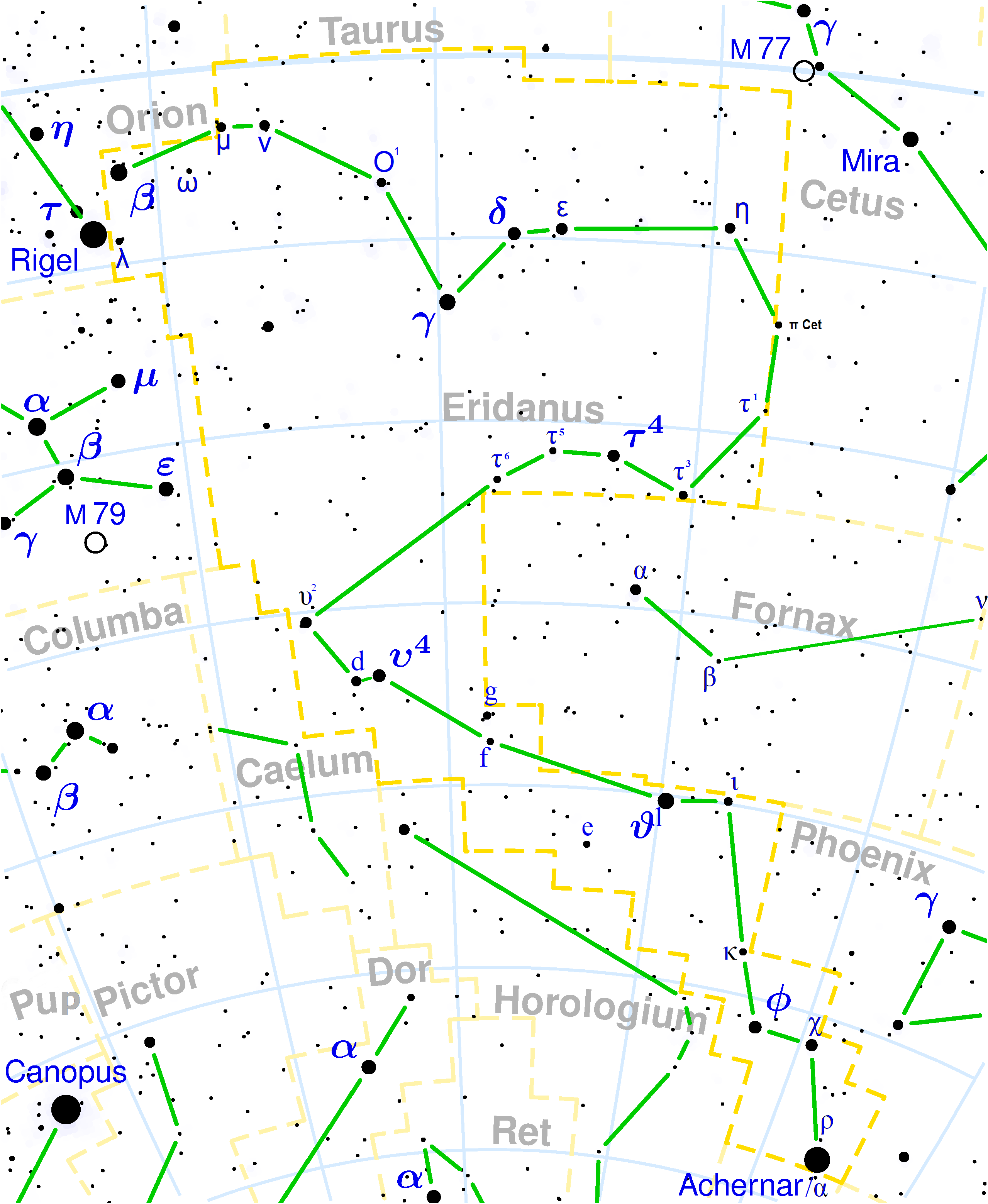
Kaart van het sterrenbeeld Eridanus.

Eridanus (rivier Eridanos, afkorting Eri) is een uitgebreid sterrenbeeld aan de zuidelijke hemel tussen rechte klimming 1u22m en 5u09m en declinatie 0° en −58°. Alleen de noordelijke helft van het sterrenbeeld is vanaf de breedte van de Benelux te zien.

## Sterren
(in volgorde van afnemende helderheid)
- Achernar (α, alpha Eridani)
- Cursa (β, beta Eridani)
- Zaurak (γ, gamma Eridani)
- Acamar (θ, theta Eridani)
- Rana (δ, delta Eridani)
- Epsilon Eridani (ε) ligt op 10,5 lichtjaar en heeft minstens één planeet
- Theemim (υ, upsilon Eridani)
- Sceptrum (53 Eridani)
- Azha (η, eta Eridani)
- Beid (ο, omicron Eridani)
- Angetenar (τ, tau Eridani)
- Zibal (ζ, zeta Eridani)

## Wat is er verder te zien?
In dit sterrenbeeld vindt men het balkspiraalstelsel NGC 1337. Aan de beide zijden van de balk ontspringen de spiraalarmen. Eveneens zijn het onregelmatig sterrenstelsel NGC 1427A en het spiraalvormig sterrenstelsel NGC 1620 hier te vinden.
De ster Epsilon Eridani ligt op 10,5 lichtjaar van de aarde en staat in de belangstelling omdat er minstens één planeet aanwezig is; mogelijk meer, waaronder een aardachtige.

## De Eridanus Superholte (void)
In augustus 2007 is door Lawrence Rudnick en zijn collega's van de universiteit van Minnesota in het sterrenbeeld Eridanus een reusachtige holte (void in het Engels) ontdekt met een diameter van één miljard lichtjaar (ca. 1/30 deel van het gehele waarneembare heelal). De holte is een nagenoeg leeg gebied zonder sterrenstelsels. Het werd ontdekt als een koude vlek in de kaart van de microgolfachtergrondstraling die werd gemaakt door de WMAP satelliet. Hoewel superholten heel normaal zijn, zijn ze nog nooit zo groot waargenomen en kunnen bestaande modellen van het ontstaan en de evolutie van het heelal superholten van dit formaat niet verklaren.
De Eridanus Superholte bevindt zich op ongeveer 6 tot 9 miljard lichtjaar van de Aarde.

## Aangrenzende sterrenbeelden
(met de wijzers van de klok mee)
- Stier (Taurus)
- Walvis (Cetus)
- Oven (Fornax)
- Phoenix
- Toekan (Tucana) (raakt maar op één punt)
- Kleine Waterslang (Hydrus)
- Slingeruurwerk (Horologium)
- Graveerstift (Caelum)
- Haas (Lepus)
- Orion